# Agoniates
Genre
Agoniates est un genre de poissons téléostéens de la famille des Characidae et de l'ordre des Characiformes. Le genre Agoniates ne compte à ce jour que deux espèces de poissons américains.

## Liste des espèces
Selon FishBase (14 juin 2015):
- Agoniates anchovia Eigenmann, 1914
- Agoniates halecinus Müller & Troschel, 1845